# Гринчикайте, Лина
Лина Гринчикайте (лит. Lina Grinčikaitė, род. 3 мая 1987, Клайпеда) — литовская легкоатлетка, которая специализируется в беге на 100 метров. В настоящее время ей принадлежит национальный рекорд Литвы в беге на 100 метров — 11,19 секунд. Гринчикайте представляла Литву на летних Олимпийских играх 2008 и 2012 годов. В 2009 году становилась победительницей чемпионата Европы по лёгкой атлетике среди молодёжи и летней универсиады в беге на 100 метров. В 2012 году выиграла бронзу на чемпионате Европы. Гринчикайте является многократной чемпионкой Литвы в беге на 100 метров, также побеждала в беге на 200 метров и в эстафете 4×100 метров.
На международных соревнованиях Гринчикайте начала участвовать в 2003 году, дебютировала на юношеском чемпионате мира в Шербруке. Тогда в беге на 100 метров она дошла до финала, где финишировала седьмой. Свою первую медаль Лина выиграла в 2005 году, заняв второе место на стометровке чемпионата Европы среди юниоров в Каунасе. На летних Олимпийских играх 2008 года в Пекине Гринчикайте представляла Литву в беге на 100 метров. Она успешно преодолела квалификацию и прошла четвертьфинал, но в полуфинале с временем 11,50 значительно отстала от соперниц и финишировала лишь шестой. В июле 2009 года Гринчикайте стала чемпионкой белградской универсиады в беге на 100 метров и чемпионкой Европы среди молодёжи, также в эстафете 4×100 метров она в составе литовской сборной выиграла бронзовую медаль. На универсиаде 2011 года в китайском Шэньчжэне Гринчикайте выиграла лишь бронзу на стометровке. На Олимпийских играх 2012 года она вновь выбыла из борьбы на стадии полуфинала в беге на 100 метров, но при этом показала время 11,19, ставшее новым личным рекордом и национальным рекордом Литвы. В том же 2012 году Гринчикайте выиграла бронзовую медаль на чемпионате Европы по лёгкой атлетике, а в 2013 году стала серебряным призёром казанской универсиады.